# Muir Mathieson
Muir Mathieson (* 24. Januar 1911 in Stirling, Schottland, Vereinigtes Königreich; † 2. August 1975 in Oxford, England, ebenda) war ein überaus produktiver, britischer, musikalischer Leiter und Dirigent mit einigen wenigen Ausflügen in die Filmkomposition.

## Leben
Mathieson erhielt seine künstlerische Ausbildung zu Beginn der 1930er Jahre an Londons Royal College of Music und stieß gleich nach seinem Abschluss 1933 zum Film. Hier wurde er von dem damals bedeutendsten Filmproduzenten des Landes, Alexander Korda, eingestellt.
Beim Film Das Privatleben Heinrichs VIII. war Mathieson zunächst noch als Assistent des musikalischen Leiters, dem nur vorübergehend in England weilenden Deutschen Kurt Schroder, tätig. Bereits im darauf folgenden Jahr, bei Kordas nächsten aufwendigen drei Großproduktionen, dem Historien-Monumentalfilm Katharina die Große, der Romanze Das Privatleben des Don Juan und dem im revolutionären Frankreich spielenden Abenteuerdrama Die scharlachrote Blume, war er für die musikalische Leitung verantwortlich.
Fortan war Muir Mathieson für die kommenden knapp vier Jahrzehnte – während des Zweiten Weltkriegs auch im Dienst des britischen Informationsministerium – der bestbeschäftigte Filmmusiker seines Landes, auch wenn man ihm nur selten den Auftrag für eine eigenständige Filmkomposition gab. Stattdessen zeichnete Mathieson bei weit über 500 Filmen als musikalischer Leiter (Musical Director) oder Dirigent (Conductor) verantwortlich. Seine eigenen Filmkompositionen sind durchweg bedeutungslos. Im Alter von 60 Jahren beendete er seine filmische Laufbahn, seitdem trat er künstlerisch vor allem als Dirigent des Oxfordshire County Youth Orchestra in Erscheinung. Muir Mathieson, der 1957 mit dem Order of the British Empire ausgezeichnet wurde, war mit der Balletttänzerin Hermione Darnborough (1915–2010) verheiratet.

## Filmografie
als Filmkomponist
- 1944: Wunderbare Zeiten (This Happy Breed) (ungenannt)
- 1961: Diamanten an Bord (Hunted in Holland)
- 1961: Leiche auf Urlaub (What a Carve Up!)
- 1962: Bob auf Safari (Call Me Bwana)
- 1963: The Young Detectives (TV-Serie)
- 1963: Hide and Seek
- 1965: In der Bucht von Kitty Hawk (Dead End Creek) (TV-Serie)
- 1967: Ein Hornvieh mit Namen Amalie (Calamity the Cow)
- 1971: Mr. Horatio Knibbles
- 1972: Anoop und der Elefant (Anoop and the Elephant)
- 1973: Come Away In (Kurzfilm)
- 1974: Going Places East (Dokumentarkurzfilm)

als musikalischer Leiter bzw. Dirigent (kleine Auswahl)
- 1935: Bosambo (Sanders of the River)
- 1935: Ein Gespenst geht nach Amerika
- 1936: Unter der roten Robe
- 1936: Rembrandt
- 1937: Königin Viktoria
- 1938: Gefahr am Doro-Paß
- 1938: Sixty Glorious Years
- 1939: Vier Federn
- 1939: Der Spion in Schwarz (The Spy in Black)
- 1940: Der Dieb von Bagdad
- 1940: Major Barbara
- 1941: Pimpernel Smith
- 1941: 49th Parallel
- 1941: Der Gouverneur von Pennsylvanien (Penn of Pennsylvania)
- 1942: In Which We Serve
- 1942: The Gentle Sex
- 1943: Yellow Canary
- 1943: Das heilige Feuer (The Lamp Still Burns)
- 1944: Wunderbare Zeit (This Happy Breed)
- 1944: Hotel Reserve
- 1944: Heinrich V.
- 1945: Geisterkomödie
- 1945: Begegnung
- 1945: Der letzte Schleier (auch Auftritt)
- 1946: Die Jahre dazwischen (The Years Between)
- 1946: Ausgestoßen
- 1946: Der kupferne Berg (Hungry Hill)
- 1947: Das rettende Lied (Take My Life)
- 1947: Uncle Silas
- 1947: Miranda
- 1947: Der perfekte Mörder (Dear Murderer)
- 1948: Oliver Twist
- 1948: Quartett (Quartet)
- 1949: Columbus (Christopher Columbus)
- 1949: Die Tingeltangelgräfin (Trottie True)
- 1950: Madeleine
- 1950: Der Dreckspatz und die Königin
- 1950: Die schwarze Rose
- 1951: Dakapo (Encore)
- 1951: Der wunderbare Flimmerkasten (auch Filmrolle)
- 1952: Der Unwiderstehliche (The Card)
- 1952: Robin Hood und seine tollkühnen Gesellen
- 1952: Der rote Korsar
- 1952: Die Bettleroper (Beggar’s Opera)
- 1952: Vom Täter fehlt jede Spur (Lady in the Fog)
- 1953: Wiedersehen in Monte Carlo (Melba)
- 1953: Die feurige Isabella
- 1953: Sie fanden eine Heimat (Unser Dorf)
- 1953: Der Freibeuter (The Master of Ballantrae)
- 1953: Malta Story
- 1953: Gefährlicher Urlaub (The Man Between)
- 1953: Im Schatten des Korsen (Sea Devils)
- 1954: Beau Brummell
- 1954: Flammen über Fernost
- 1954: Svengali
- 1955: Die Dame des Königs (That Lady)
- 1955: Kennwort: Berlin-Tempelhof (A Prize of Gold)
- 1955: I Am a Camera
- 1955: Doktor Ahoi! (Doctor at Sea)
- 1955: Lockende Tiefe (The Deep Blue Sea)
- 1955: Richard III.
- 1956: Der Mann, den es nie gab
- 1956: Trapez
- 1956: Zarak Khan
- 1956: An vorderster Front (A Hill in Korea)
- 1957: Manuela
- 1957: Schau nicht zurück (High Tide at Noon)
- 1957: Der Prinz und die Tänzerin (The Prince and the Showgirl)
- 1957: Der Fluch des Dämonen
- 1957: Zwei Städte
- 1957: I Accuse!
- 1958: Vertigo – Aus dem Reich der Toten
- 1958: Indiskret
- 1958: Frankensteins Rache
- 1958: Der kleine Däumling
- 1959: Die 39 Stufen (The 39 Steps)
- 1959: Fähre nach Hongkong (Ferry to Hong Kong)
- 1959: Brennendes Indien
- 1959: Verschwörung der Herzen
- 1959: Im Land der langen Schatten
- 1960: Der rote Schatten
- 1960: Die letzte Fahrt der Bismarck
- 1960: Oscar Wilde
- 1960: Vor Hausfreunden wird gewarnt (The Grass is Greener)
- 1960: Die rote Schwadron (The Canadians)
- 1960: Die Welt der Suzie Wong (The World of Suzie Wong)
- 1960: Ein Mann geht seinen Weg (The Naked Edge)
- 1961: Konga
- 1961: Hypno (Night of the Eagle)
- 1961: Rebellion (H.M.S. Defiant)
- 1961: Lieben kann man nur zu zweit (Only Two Can Play)
- 1962: So ein Gauner hat's nicht leicht (Crooks Anonymous)
- 1962: Wir alle sind verdammt (The War Lover)
- 1962: Brennende Schuld (Life for Ruth)
- 1962: Das indiskrete Zimmer (The L-Shaped Room)
- 1963: Bob auf Safari (Call Me Bwana)
- 1963: Raubzug der Wikinger (The Long Ships)
- 1964: Becket
- 1964: Die Strohpuppe (Woman of Straw)
- 1965: Lord Jim
- 1965: Dschingis Khan (Genghis Khan)
- 1967: Ein Hornvieh mit Namen Amalie (Calamity the Cow)
- 1968: Shalako
- 1969: Zwei Kerle aus Granit (You Can't Win 'Em All)
- 1971: Wenn die Deiche brechen (The Little Ark)